# Francisco José Orellana
Francisco José Orellana (Albuñol, 6 de agosto de 1820-Barcelona, 26 de enero de 1891), fue un escritor, economista, historiador, editor y periodista español.

## Biografía
Nació en la localidad granadina de Albuñol el 6 de agosto de 1820. Demócrata avanzado, tradujo al socialista utópico Étienne Cabet. Como economista propugnó el proteccionismo. Escribió alguna pieza teatral y una biografía del general Prim en tres volúmenes. Dirigió al alimón con Víctor Balaguer El Bien Público y después El Universal, en Barcelona; en sus artículos usó el pseudónimo de "Ana Oller". Existe un retrato suyo en grabado por Lechard, disponible en la Iconografía Hispana. Con Balaguer tradujo algunas novelas francesas, como por ejemplo El hijo del diablo (1847), del escritor y folletinista social Paul Féval y El gabinete negro de Charles Félix Henri Rabou, por entregas, en El Bien Público (1849). En Barcelona, Orellana dirigió la colección "Los grandes poemas", en la que salieron traducciones de la Divina comedia de Dante, el Orlando Furioso de Ariosto y Los Lusiadas de Camoens, obra del traductor profesional Manuel Aranda y Sanjuán (1845-1900).
Escribió algunas novelas históricas sobre personajes como Juana la Loca, Isabel I, Francisco de Quevedo o Cristóbal Colón: Isabel Primera. Novela histórica original. Madrid: Imprenta de Repullés, 1853, 2 vols., reimpresa cuatro veces más por lo menos; Quevedo. Novela histórica. Primera parte: mocedades de Quevedo 1600-1620 (Barcelona, 1857) y Cristóbal Colón. historia popular (Barcelona, 1858), reimpresa otra vez, y Flor de oro. Anacoana, reina de Jeragua. Segunda Parte de Cristóbal Colón (Barcelona, 1860), reimpresa dos veces más al menos, y las novelas sentimentales Luz del alba o el hombre de cuatro siglos (que es la única que salva un crítico que lo conocía bien, como es Luis Carreras), Mundo, dinero y mujer y otras muchas, que le ganaron fama de folletinista o novelista por entregas. También se acercó a la poesía con el volumen Lágrimas del corazón, al que pertenece un hermoso Himno icariano con música del maestro Argüelles:

Cayeron las tinieblas al profundo, / y el día amaneció de libertad; / resuene por los ámbitos del mundo / el triunfo de la excelsa Humanidad. / Desde hoy todos los hombres son hermanos, / ni siervo se conoce ni señor, / marchemos, oh, marchemos, icarianos, / tendiendo el estandarte del Amor.

Otras obras suyas son la biografía Historia del general Prim (3 vols.), Zizaña del lenguaje y Vocabulario de disparates, en las que zahiere el descuido estilístico y la mala prosa de periodistas y escribidores que no saben redactar, La Reina Loca de Amor etc. También preparó los volúmenes I, II, III, IV y VIII de los ocho del Teatro selecto, antiguo y moderno, nacional y extranjero, coleccionado e ilustrado con una introducción, notas, observaciones críticas y biografías de los principales autores, por don Cayetano Vidal y Valenciano. Edición correcta, exornada con retratos y viñetas alusivas al texto (Barcelona, Establecimiento Tipográfico Editorial de Salvador Manero, 1866), cuyo primer volumen recoge obras de Lope de Vega, Tirso de Molina y Pedro Calderón de la Barca.

## Algunas obras
- Reseña completa descriptiva y crítica de la Exposición Industrial y Artística de productos del principado de Cataluña, Estab. Tip. de J. Jesús, 1860.
- Isabel Primera. Novela histórica original. Madrid: Imprenta de Repullés, 1853, 2 vols., reimpresa cuatro veces más por lo menos;
- El Conde de España, ó, La inquisicion militar: historia-novela contemporánea. Madrid-Barcelona, 1856.
- Quevedo. Novela histórica. Primera parte: mocedades de Quevedo 1600-1620 (Barcelona, 1857), reimpresa dos veces más; no hay segunda parte, que se sepa.
- El clavel de la Virgen y versos de Quevedo, Barcelona, 1857.
- Cristóbal Colón. historia popular (Barcelona, 1858), reimpresa otra vez
- Flor de oro. Anacoana, reina de Jeragua. Segunda Parte de Cristóbal Colón (Barcelona, 1860), reimpresa dos veces más al menos.
- Luz del alba o el hombre de cuatro siglos. Barcelona, 1856.
- Mundo, dinero y mujer, Madrid, 1852, reimpresa en 1854.
- Gontran el bastardo, ó, El pastor de las Navas: novela histórica, 1853.
- Los pecados capitales, Barcelona, 1865-1866, 2 vols.
- Vocabulario de disparates, extranjerismos, barbarismos y demás coprruptelas, pedanterías y desatinos introducidos en la lengua castellana, recopilados de muchos periódicos políticos y literarios, novelas y libros más o menos científicos, 1871.
- Lágrimas del corazón
- Historia del general Prim
- Zizaña del lenguaje
- Vocabulario de disparates
- La reina loca de amor
- Caín y Abel, crónica provenzal del siglo X.